# Шаклеина, Ирина Юрьевна
Ирина Юрьевна Шаклеина (в девичестве Кручинкина, род. 28 марта 1995, Смольный, Республика Мордовия) — российская и белорусская биатлонистка, ныне выступающая за сборную Беларуси, призёр чемпионата России. Мастер спорта России.

## Биография
В России выступала за Республику Мордовия, СШОР по зимним видам спорта и спортивное общество ЦСКА. С сезона 2018/19 представляет Беларусь.

### Юниорская карьера
Становилась победительницей российских отборочных соревнований в младших возрастах. Серебряный призёр Всероссийской зимней Универсиады 2016 года в смешанной эстафете, бронзовый призёр Всероссийской зимней Универсиады 2018 года.
Участвовала в чемпионатах мира и Европы среди юниоров 2015 года, но не поднималась выше 20-го места.
В сезоне 2015/16 участвовала в нескольких этапах юниорского Кубка IBU, лучший результат — второе место в спринте на этапе в Ленцерхайде. В общем зачёте сезона заняла 18-е место.

### Взрослая карьера
Становилась чемпионкой Приволжского федерального округа.
Двукратный серебряный призёр чемпионата России 2018 года в командной гонке и гонке патрулей в составе команды Мордовии.
Становилась победительницей этапов Кубка России в эстафете, призёром этапов в личных видах.

### Участие в чемпионатах мира
| Год  | Место проведения | Инд | Спр | Пр | МС | Эст | См | ОСм |
| 2019 | Эстерсунд        | 50  | 22  | 50 | —  | 11  | —  | —   |
| 2020 | Антхольц         | 88  | —   | —  | —  | —   | —  | —   |
| 2021 | Поклюка          | 56  | —   | —  | —  | —   | —  | —   |

### Общий зачет в Кубке мира
- 2018—2019 — 72-е место (42 очка)

## Семья
Сестра-близнец Елена также занимается биатлоном.
1 октября 2022 года вышла замуж за российского биатлониста Дмитрия Шаклеина. 27 марта 2024 года у пары родилась дочь Кира.

## Статистика выступлений на этапах Кубка мира
| \| 2022/2023 Итоги \| 2022/2023 Итоги \| Сочи \| Сочи \| Сочи \| Раубичи \| Раубичи \| Раубичи \| Рязань \| Рязань \| Раубичи \| Раубичи \| Раубичи \| Раубичи \| Раубичи \| Раубичи \| Тюмень \| Тюмень \| Тюмень \| \| Очков \| Место \| Спр \| Пр \| МС \| Спр \| Пр \| МС \| Спр \| МС \| Спр \| Пр \| МС \| Спр \| Пр \| МС \| Спр \| Пр \| МС \| \| 1080 \| 15 \| - \| - \| - \| 19 \| 16 \| 9 \| 11 \| 15 \| 12 \| 16 \| 13 \| 22 \| 18 \| 18 \| 17 \| 15 \| 15 \| |                 |      |      |      |         |         |         |        |        |         |         |         |         |         |         |        |        |        |
| 2022/2023 Итоги | 2022/2023 Итоги | Сочи | Сочи | Сочи | Раубичи | Раубичи | Раубичи | Рязань | Рязань | Раубичи | Раубичи | Раубичи | Раубичи | Раубичи | Раубичи | Тюмень | Тюмень | Тюмень |
| Очков | Место           | Спр  | Пр   | МС   | Спр     | Пр      | МС      | Спр    | МС     | Спр     | Пр      | МС      | Спр     | Пр      | МС      | Спр    | Пр     | МС     |
| 1080 | 15              | -    | -    | -    | 19      | 16      | 9       | 11     | 15     | 12      | 16      | 13      | 22      | 18      | 18      | 17     | 15     | 15     |

| 2020/2021 Итоги | 2020/2021 Итоги | Контиолахти | Контиолахти | Контиолахти | Контиолахти | Контиолахти | Хохфильцен | Хохфильцен | Хохфильцен | Хохфильцен | Хохфильцен | Хохфильцен | Оберхоф | Оберхоф | Оберхоф | Оберхоф | Оберхоф | Оберхоф | Оберхоф | Антхольц | Антхольц | Антхольц | ЧМ Поклюка | ЧМ Поклюка | ЧМ Поклюка | ЧМ Поклюка | ЧМ Поклюка | ЧМ Поклюка | ЧМ Поклюка | Нове-Место | Нове-Место | Нове-Место | Нове-Место | Нове-Место | Нове-Место | Нове-Место | Эстерсунд | Эстерсунд | Эстерсунд |
| Очков           | Место           | Инд         | Спр         | Спр         | Эст         | Пр          | Спр        | Эст        | Пр         | Спр        | Пр         | МС         | Спр     | Пр      | См      | Сусм    | Спр     | Эст     | МС      | Инд      | МС       | Эст      | См         | Спр        | Пр         | Инд        | Сусм       | Эст        | МС         | Эст        | Спр        | Пр         | Спр        | Пр         | Сусм       | См         | Спр       | Пр        | МС        |
| 0               | —               | —           | 56          | —           | 12          | —           | —          | —          | —          | —          | —          | —          | 88      | —       | —       | —       | —       | —       | —       | —        | —        | —        | —          | —          | —          | 56         | —          | —          | —          | —          | —          | —          | —          | —          | —          | —          | —         | —         | —         |

| 2019/2020 Итоги | 2019/2020 Итоги | Эстерсунд | Эстерсунд | Эстерсунд | Эстерсунд | Эстерсунд | Хохфильцен | Хохфильцен | Хохфильцен | Анси | Анси | Анси | Оберхоф | Оберхоф | Оберхоф | Рупольдинг | Рупольдинг | Рупольдинг | Поклюка | Поклюка | Поклюка | Поклюка | ЧМ Антхольц | ЧМ Антхольц | ЧМ Антхольц | ЧМ Антхольц | ЧМ Антхольц | ЧМ Антхольц | ЧМ Антхольц | Нове-Место | Нове-Место | Нове-Место | Контиолахти | Контиолахти | Контиолахти | Контиолахти | Хольменколлен | Хольменколлен | Хольменколлен |
| Очков           | Место           | Сусм      | См        | Спр       | Инд       | Эст       | Спр        | Эст        | Пр         | Спр  | Пр   | МС   | Спр     | Эст     | МС      | Спр        | Эст        | Пр         | Инд     | Сусм    | См      | МС      | См          | Спр         | Пр          | Инд         | Сусм        | Эст         | МС          | Спр        | Эст        | МС         | Спр         | Пр          | Сусм        | См          | Спр           | Пр            | МС            |
| 0               | —               | —         | —         | —         | 69        | —         | —          | 13         | —          | 46   | 43   | —    | —       | 8       | —       | 83         | —          | —          | 64      | —       | —       | —       | —           | —           | —           | 88          | —           | —           | —           | 71         | 15         | —          | 50          | 51          | отм         | отм         | отм           | отм           | отм           |

| 2018/19 Итоги | 2018/19 Итоги | Поклюка | Поклюка | Поклюка | Поклюка | Поклюка | Хохфильцен | Хохфильцен | Хохфильцен | Нове-Место | Нове-Место | Нове-Место | Оберхоф | Оберхоф | Оберхоф | Рупольдинг | Рупольдинг | Рупольдинг | Антхольц | Антхольц | Антхольц | Канмор | Канмор | Канмор | Солт-Лейк-Сити | Солт-Лейк-Сити | Солт-Лейк-Сити | Солт-Лейк-Сити | ЧМ Эстерсунд | ЧМ Эстерсунд | ЧМ Эстерсунд | ЧМ Эстерсунд | ЧМ Эстерсунд | ЧМ Эстерсунд | ЧМ Эстерсунд | Хольменколлен | Хольменколлен | Хольменколлен |
| Очков         | Место         | Сусм    | См      | Инд     | Спр     | Пр      | Спр        | Пр         | Эст        | Спр        | Пр         | МС         | Спр     | Пр      | Эст     | Спр        | Эст        | МС         | Спр      | Пр       | МС       | Инд    | Эст    | Спр    | Спр            | Пр             | Сусм           | См             | См           | Спр          | Пр           | Инд          | Сусм         | Эст          | МС           | Спр           | Пр            | МС            |
| 42            | 72            | —       | —       | 44      | 58      | LAP     | 70         | —          | 5          | 50         | 44         | —          | 30      | 29      | 9       | 76         | —          | —          | 87       | —        | —        | —      | —      | отм    | —              | —              | —              | —              | —            | 22           | 50           | 50           | —            | 11           | —            | 67            | —             | —             |